# برج الراجحي
برج الراجحي مشروع مبنى في مدينة الرياض في المملكة العربية السعودية وتم الإعلان عن المشروع في 24 نوفمبر 2012 واكتمل بناؤه في عام 2017 وهو ملك مصرف الراجحي وسيكون مقرا للإدارة العامة للمصرف في الرياض. يقع البرج في حي المروج على طريق الملك فهد وطريق العليا.

## مكونات البرج
يتكون البرج من مبنى مكون من 36 دور ومحاطة بأربعة أبراج للخدمات، وبمساحة بناء إجمالية 60.859 م2، وتشتمل على دور أرضي، مخصص لبهو الاستقبال، وثلاثة أدوار مخصصة للخدمات تتضمن المسجد وقاعة المحاضرات وقاعات التدريب، ومنطقة المطاعم يلي ذلك 31 دوراً للمكاتب الإدارية ودوران لمناطق الخدمات الفنية للبرج.
يتضمن المشروع مبنى المواقف تحت الأرض المكون من 4 أدور وبمساحة بناء إجمالية 40.984 م2، ومبنى خارجي إضافي للمواقف مكون من 10 أدور وبمساحة بناء إجمالية 19.602 م2، ليكون إجمالي عدد المواقف المتوفرة بالمشروع 1400 موقف تستوعب جميع موظفي الإدارة العامة، إضافة إلى تخصيص جزء منها للزوار والعملاء تسهيلا لتواصلهم مع المصرف.

## الشركة المنفذة
وقع مصرف الراجحي عقد إنشاء مبنى الإدارة العامة في الرياض مع شركة سامسونج العالمية وبالتضامن مع شركة (CCE) السعودية، بقيمة إجمالية للعقد أكثر من 617 مليون ريال.